# 谢尔盖·扎雷金
谢尔盖·帕夫洛维奇·扎雷金（俄语：Сергей Павлович Залыгин，1913年12月6日—2000年4月19日），苏联的作家、小说家，水利工程师，苏联杂志《新世界》的总编辑。